# Darul Islam (Indonesia)
Darul Islam ( del árabe: Casa del Islam ),  también conocido como Darul Islam/Fuerzas Armadas Islámicas de Indonesia (indonesio: DI/TII), es una organización islamista que lucha por el establecimiento de un objetivo un estado islámico en Indonesia.  Fue establecido originalmente en 1942 por un grupo de milicias musulmanas y coordinadas por el político musulmán Sekarmadji Maridjan Kartosoewirjo. El grupo reconoce únicamente la sharia como la fuente válida de derecho. El movimiento ha producido escisiones y ramificaciones qu van desde grupos com Jemaah Islamiyah hasta grupos religiosos no violentos.

## Establecimiento
Durante la Revolución Nacional Indonesia, Kartosoewirjo fundó su propio grupo de combatientes en Java Occidental, llamado Hizbulá y Sabilillah. Como protesta contra el Acuerdo de Renville firmado por los líderes indonesios en 1948, que cedía Java Occidental a los holandeses, Kartosoewirjo proclamó el Darul Islam (que significa "Estado Islámico") en Java Occidental el 7 de agosto de 1949. El Darul Islam no se disolvió tras la transferencia de soberanía en 1949, lo que provocó un enfrentamiento con el gobierno de la República de Indonesia. Los rebeldes de Sulawesi del Sur, liderados por el desertor del ejército Abdul Kahar Muzakkar, se unieron al Movimiento Darul Islam en 1951. El 20 de septiembre de 1953, Daud Beureu'eh declaró que Aceh formaba parte del "Estado Islámico de Indonesia" (Negara Islam Indonesia) bajo el liderazgo de Kartosoewirjo.
El movimiento floreció en la década de 1950 debido a la inestabilidad crónica dentro del gobierno central durante la Era de la Democracia Liberal. En 1957, se estimó que Darul Islam controlaba un tercio de Java Occidental y más del 90% de las provincias de Sulawesi Meridional y Aceh, donde el gobierno solo controlaba las ciudades y pueblos. El movimiento contaba con 15,000 guerrilleros armados que operaban bajo la bandera de Tentara Islam Indonesia (Ejército Islámico de Indonesia). Ese año, agentes de Darul Islam intentaron asesinar a Sukarno, sin éxito, lanzándole granadas durante una función escolar en Cikini, Yakarta Central.

## Proclamación del Darul Islam

### Texto original
a|بسم الله الرحمن الرحيم
Dengan nama Allah Jang Maha Murah dan Jang Maha Asih

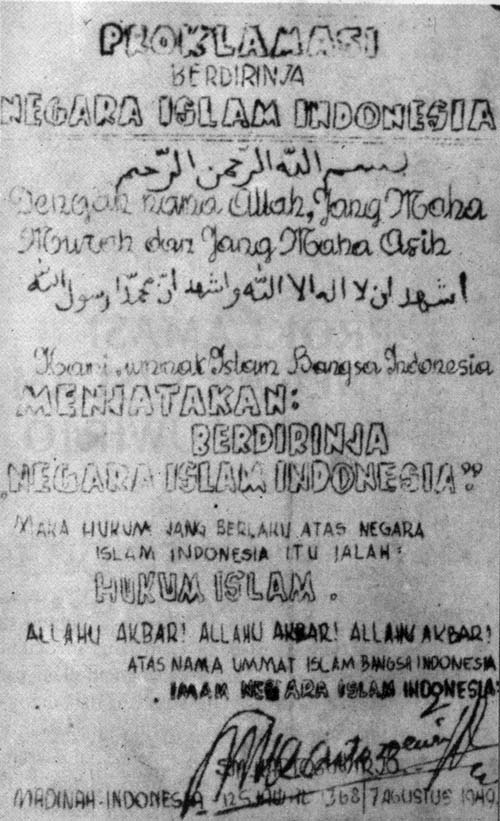
Texto original de la proclamación

أَشْهَدُ أَنْ لَا إِلَٰهَ إِلَّا ٱللَّٰهُ وَأَشْهَدُ أَنَّ مُحَمَّدًا رَسُولُ ٱللَّٰهِ
Kami, ummat Islam Bangsa Indonesia
MENJATAKAN:
Berdirinja ”NEGARA ISLAM INDONESIA”
Maka hukum jang berlaku atas
Negara Islam Indonesia itu, ialah:
HUKUM ISLAM
Allahu Akbar! Allahu Akbar! Allahu Akbar!
Atas nama Ummat Islam Bangsa Indonesia
IMAM NEGARA ISLAM INDONESIA

(SM. KARTOSUWIRJO)
MADINAH-INDONESIA  12 SYAWAL 1368|7 AGUSTUS 1949

### Traducción
En el nombre de Allah,el Compasivo, el Misericordioso
Atestiguo que no hay más deidad que Alá, y atestiguo que Mahoma es el mensajero de Alá.
Nosotros, los musulmanes de Indonesia
DECLARAMOS:
El establecimiento del "ESTADO ISLÁMICO DE INDONESIA".
Por lo tanto, la ley vigente en el Estado Islámico de Indonesia es:
LA LEY ISLÁMICA
¡Dios es grande! ¡Dios es grande! ¡Dios es grande!
En nombre de los musulmanes de Indonesia
IMÁN DEL ESTADO ISLÁMICO DE INDONESIA

(SM. KARTOSUWIRJO)
MADINAH-INDONESIA  12 SHAWWAL 1368|7 de agosto de 1949

## Campaña armada
La implementación de la ley marcial en 1957, seguida de la declaración de la Democracia Guiada en Indonesia por Sukarno en 1959, marcó un cambio de rumbo para el grupo. Las bandas más pequeñas del Islam Darul que operaban en Java Central, bajo el mando de Amir Fatah, fueron aplastadas por las autoridades del entre 1954 y 1957. Las fuerzas del Islam Darul en Kalimantan del Sur, bajo el mando de Ibnu Hadjar, se vieron obligadas a rendirse en 1959. Amir Fatah fue asesinado en 1954, mientras que Ibnu Hadjar fue finalmente ejecutado en 1962.
Tres años de negociaciones (1959-1962) culminaron en un acuerdo de paz que puso fin al conflicto en Aceh, mediante el cual Aceh fue restituida como provincia autónoma con derechos especiales para la ley islámica. La introducción del eficaz método de la "valla de piernas" para rodear los escondites rebeldes en las montañas en 1959 logró romper el férreo control rebelde sobre las zonas rurales de Java Occidental. El 4 de junio de 1962, Sekarmadji Maridjan Kartosoewirjo fue capturado en su escondite del Monte Geber, cerca de Garut. Durante su cautiverio, Kartosoewirjo ordenó la rendición de todos sus seguidores, tras lo cual fue rápidamente juzgado y ejecutado. La última banda de Darul Islam en Java Occidental se rindió en agosto de 1962. Sucesivas operaciones militares también aplastaron a Darul Islam en Sulawesi del Sur. En febrero de 1965, su líder, Kahar Muzakkar, murió en una emboscada militar en el interior de la celebés sudoriental, poniendo fin a la insurgencia de Darul Islam en Indonesia.
Sin embargo, a pesar del desmantelamiento del grupo, las redes clandestinas persistieron. En las décadas de 1970 y 1980, se produjeron casos de terrorismo islámico atribuidos a un grupo conocido como Komando Jihad. Se descubrió que los líderes de este grupo arrestados eran veteranos de Darul Islam.

## Movimiento clandestino

Bandera usada por grupúsculos que claman ser continuadores de la organización original

Según el director de la Agencia Nacional Contra el Terrorismo general de brigada de policía Ahmad Nurwakhid, Darul Islam está llevando a cabo movimientos clandestinos y reclutamiento.
Hasta mayo de 2022, el Destacamento 88 había arrestado a más de 20 miembros de Darul Islam Indonesia, y reveló que miembros de grupo en Sumatra Occidental habían planeado varios atentados terroristas de bajo nivel con machetes y campañas para derrocar al gobierno con un plazo límite de 2024. Por otro lado, los observadores señalan que la amenaza de Darul Islam Indonesia es demasiado exagerada, ya que sus células son actualmente demasiado pequeñas y están descoordinadas para infligir un ataque significativo contra el gobierno. Aunque Darul Islam Indonesia se encuentra temporalmente envuelta en las sombras de Yemaa Islamiya y Jamaah Ansharut Daulah, la policía informa que sus actividades continúan. Actualmente, Darul Islam Indonesia cuenta con células en siete regiones, incluyendo Yakarta, Bantén, Java Occidental, Bali, Sulawesi, Molucas y Sumatra Occidental. Cada una opera de forma estructurada y sistemática, implementando un sistema de reclutamiento de cuatro pasos para controlar y adoctrinar a sus simpatizantes. Solo en Sumatra Occidental, el sistema supuestamente reclutó a más de 1125 miembros de Darul Islam Indonesia, de los cuales 400 eran miembros activos y el resto formaba parte de sus células inactivas.